# Cheval Bayard (géant d'Ath)
Pour les articles homonymes, voir Cheval Bayard.
Le cheval Bayard est un géant processionnel du cortège dominical de la Ducasse d'Ath, issu du cycle de Charlemagne. 

## Historique
Le Cheval Bayard est introduit dans la procession de la Ducasse d'Ath en 1462, il disparaît au cours du premier quart du XVIe siècle.
Le destrier, chevauché par les Quatre fils Aymon, est réintroduit en 1948 dans le cortège, sous l'impulsion de la Royale Union Athoise, une société de gymnastique locale. Il fut recréé par le sculpteur et archéologue René Sansen et restauré en 2018 par le facteur de géants français Dorian Demarcq.
Seize porteurs le font danser au son de la Royale Fanfare Communale de Huissignies depuis 1958. Avant cette date, la fanfare de Rebaix l'accompagnait.

## Description
- Poids : 632 kg (pesé sans les 4 enfants)
- Hauteur : 6,30 m.
- Tour : 15,20 mètres
- Cubage : 72 mètres cubes
- Tête surmontée d'un plumet vert, corps recouvert de velours brun, jupe noire avec liseré doré.
- Cinq écus représentant les armes de la ville, celles du châtelain De Croy et des confréries (archers, arbalétriers, canonniers), la queue et la crinière sont blanches.
- Une riche décoration avec drapelets festonnées (représentation de fleurs de lys et de briquets de Bourgogne) vient compléter le harnachement du destrier magique.
- Bayard porte un collier de l'ordre de la Toison d'Or.

## Galerie

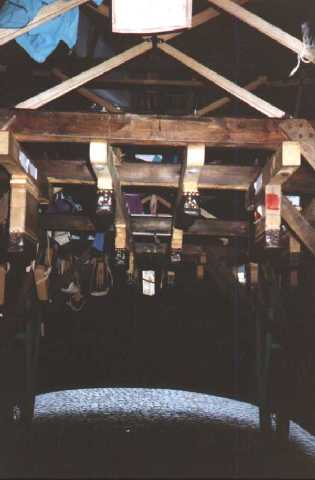
Intérieur du Cheval Bayard en 1997
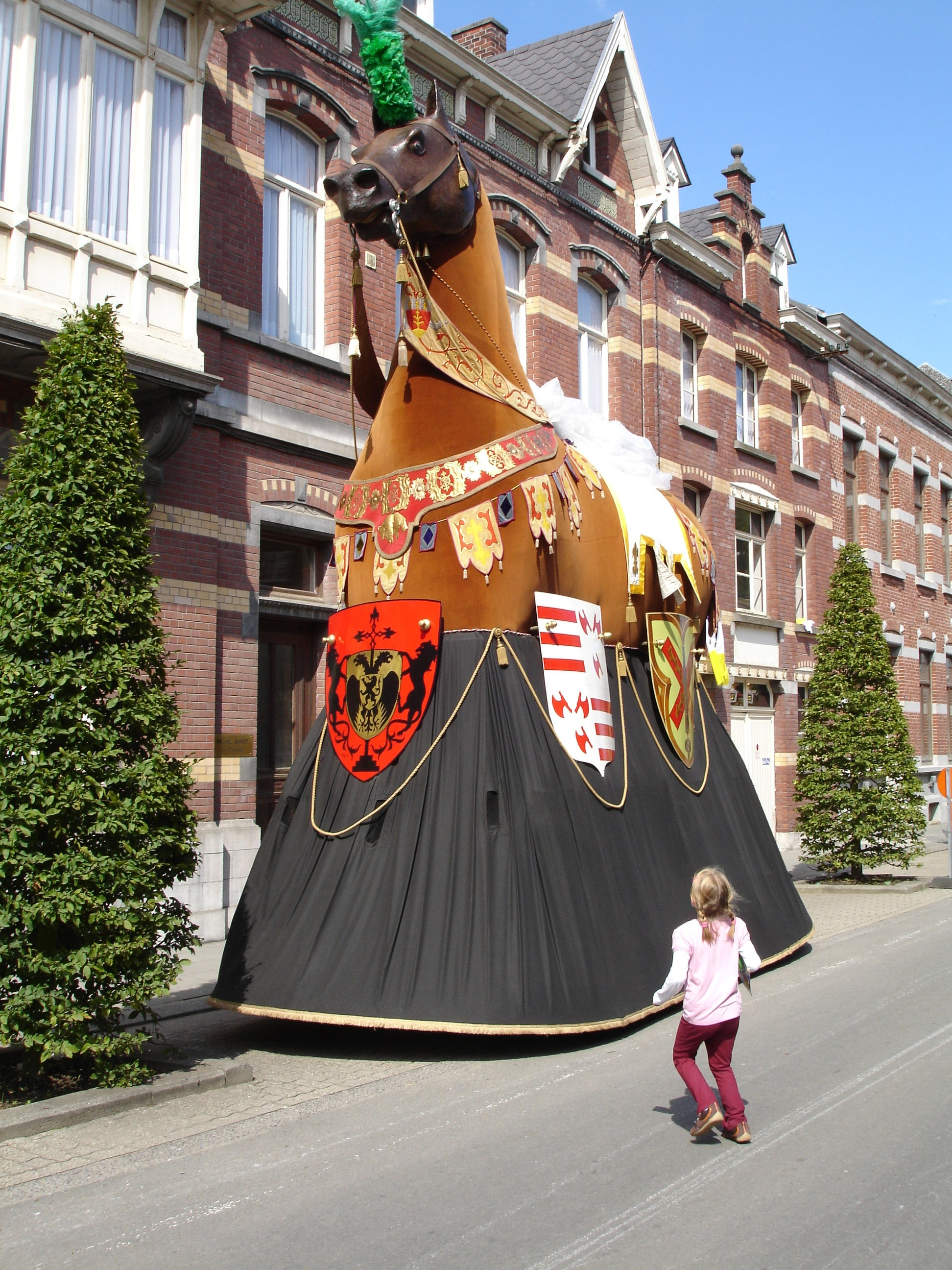
Le Cheval Bayard en 2006
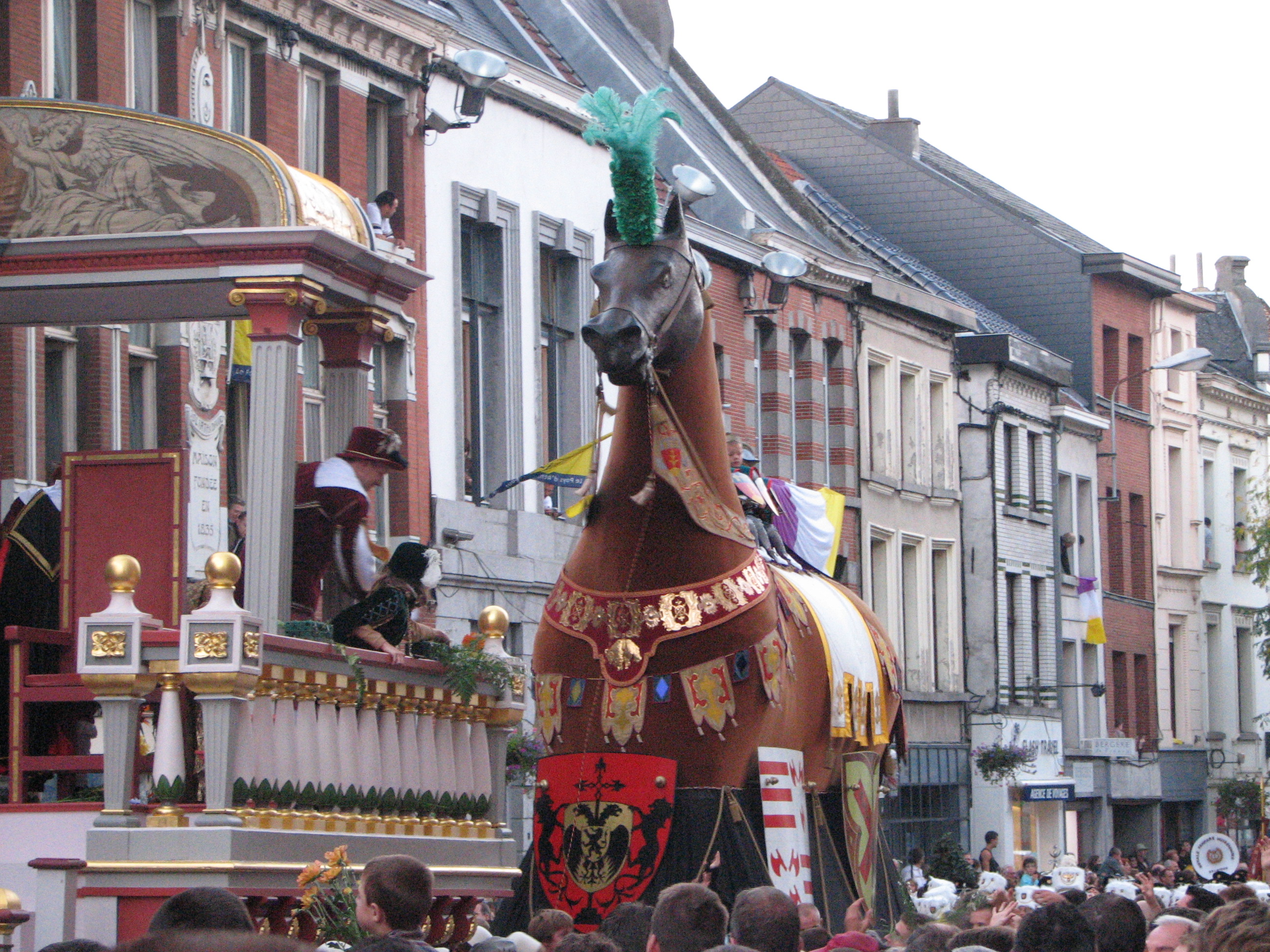
Le Cheval Bayard en 2007
- Le Cheval Bayard danse devant l'église Saint-Julien en 2007